# Martinair

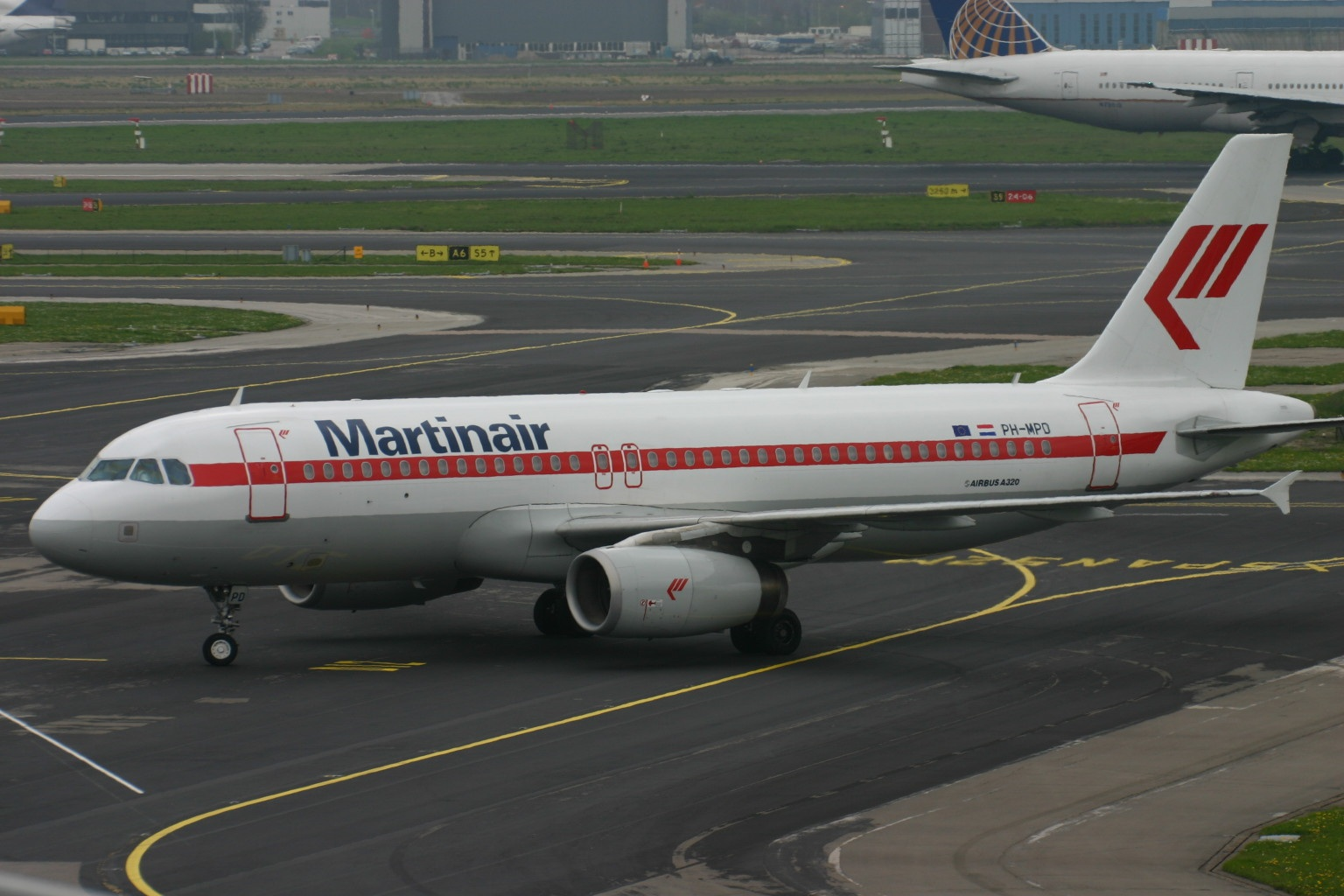
Airbus a320-200

Martinair – holenderska linia lotnicza z siedzibą w Amsterdamie, założona przez holenderskiego pilota wojskowego w roku 1958. Działalność rozpoczynała od lotów na samolotach Douglas DC-3. Obecnie Martinair użytkuje samoloty typu Boeing 747-400BCF, Boeing 747-400ERF. Samoloty typu Boeing 747 wykorzystywane są jedynie do lotów cargo. Martinair lata na trasach z Amsterdamu do Curaçao, Aruby, Hawany, Varadero, Mombasy, Punta Cana, Orlando oraz Cancún.